# Louis-Sébastien Le Nain de Tillemont

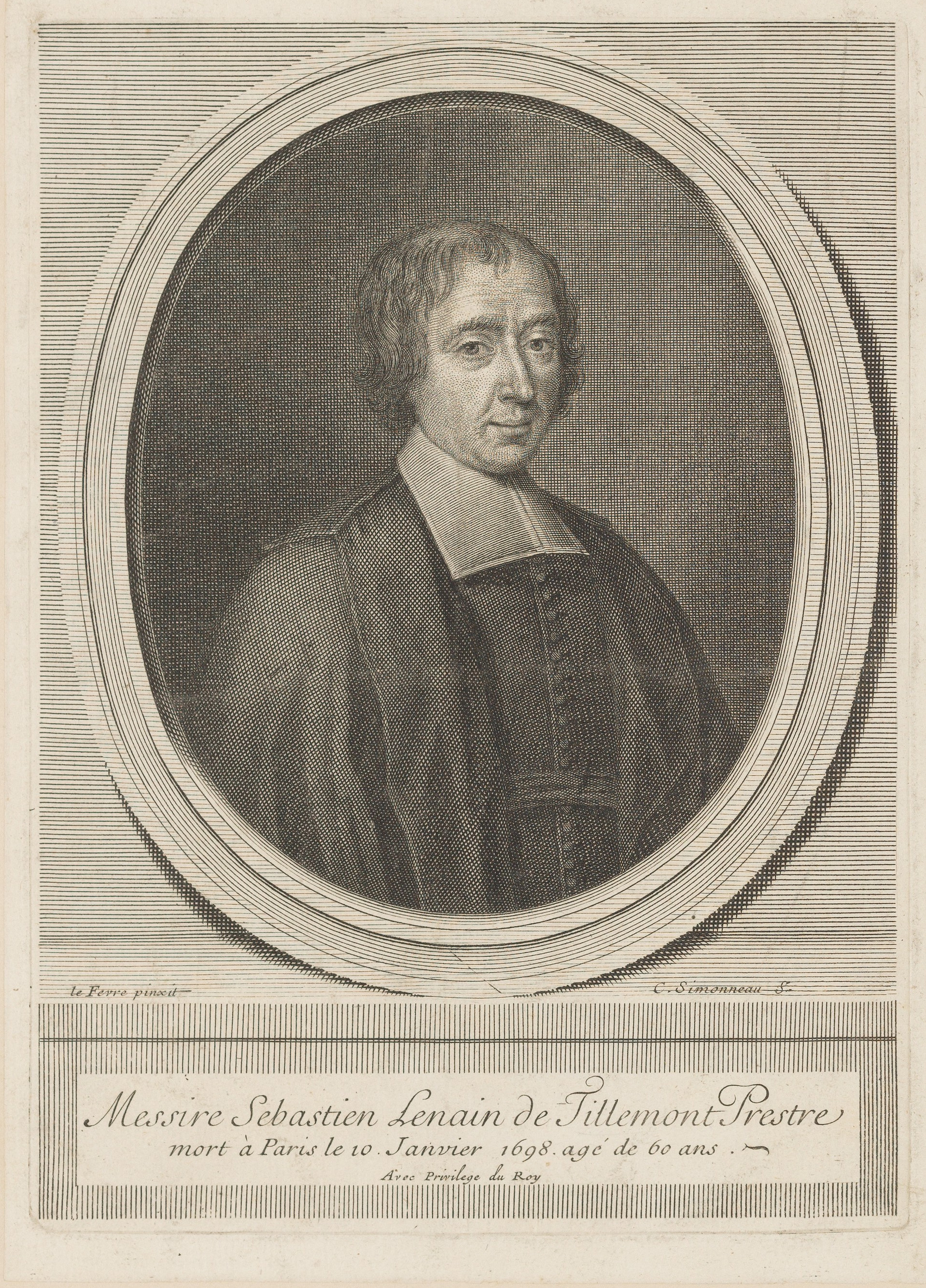
Louis-Sébastien Le Nain de Tillemont.

Louis-Sébastien Le Nain de Tillemont, född den 30 november 1637 i Paris, död där den 10 januari 1698, var en fransk kyrkohistoriker. 
Tillemont uppfostrades i Port-Royal och slöt sig i allo till jansenisternas parti. Han prästvigdes 1676, men ägnade sig huvudsakligen åt kyrkohistoriska studier och författarverksamhet i delvis gallikansk anda. Hans främsta kyrkohistoriska arbete, Mémoires pour servir à l'histoire ecclésiastique des six premiers siècles (16 band, 1693–1712), är grundat på noggranna källstudier, liksom hans Vie de Saint-Louis (6 band, 1847–1851). Hans författarskap utgörs väsentligen av källutdrag radade till varandra med anmärkningar.